# 吉良吉影
吉良 吉影（きら よしかげ）は、荒木飛呂彦の漫画作品『ジョジョの奇妙な冒険』に登場する架空の人物。
Part4『ダイヤモンドは砕けない』に登場する吉良と、Part8『ジョジョリオン』に登場する吉良は別人であるが、本記事では両方の吉良について解説する。

## 人物

### Part4『ダイヤモンドは砕けない』
担当声優は小山力也（ASB版・EoH版） / 森川智之（テレビアニメ版）。
特徴
1966年1月30日生まれ（1999年に33歳）。血液型A型。身長175cm。体重65kg。D学院大学文学部卒。デパート「カメユーチェーン」に勤務している。住所については免許証では｢杜王町浄禅寺1-128｣、康一のセリフでは「杜王町浄禅寺1-28」、アニメでは「杜王町勾当台1-128」とブレがある。
表向きは平凡なサラリーマンとして生活しているが、その正体は生まれながらに殺人衝動を持ち、手の綺麗な女性を48人も殺してきた連続殺人鬼。スタンド能力「キラークイーン」により遺体などの証拠を隠滅してきたので、鈴美以外の被害者は行方不明者として扱われている。女性の綺麗な手に対し異常な執着を示す性的嗜好の持ち主で、子供のころモナリザの肖像画に描かれている手を見て勃起したときに初めてその嗜好を自覚した。
自らが「植物の心のような人生」と表現する「平穏な生活」を送ることを信条としており、「きりがなく、ストレスや面倒事の元となる」という理由で闘争を嫌っているが、同時に「もし戦ったとしても誰にも負けない」という自信・自負を持っている。その為か、後述するように手首を持ち歩き、公共の場で警戒しているとはいえ、手首をさらすなど、かなり大胆な行動をとっている。
その一方で社会生活においては高い能力を隠して凡庸にふるまい、目立たない立場を貫いている。同僚の一人からは「仕事は真面目でそつなくこなすが、今ひとつ情熱が無い」「これといって特徴の無い、影の薄い男」と評されている。出世コースからも外されているが、当人は「出世は気苦労のほうが多い」と考えている。品のある雰囲気と端正な顔立ちのため、女性には好意を持たれるが、誘いを平気で断っている。学生時代は鍛えていたが、社会人になってからは体力がやや低下しており、スタンド戦での苦戦で「運動不足を実感した」と語った。
平穏な生活を体現する一方で、殺害した女性の手首だけを切り取って密かに持ち歩き、その手に話しかけたり食べ物を持たせたりといった常軌を逸した行動を取る。狙った女性だけではなく、自身の殺人行為を知った人間も、父・吉廣を除いて証拠隠滅のために例外なく抹殺している。持ち歩く手首は臭いがきつくなってきたなどのタイミングで「手を切る（=処分する）」。そして他の女性を選んで殺し、切り取った手首を再び持ち歩く生活を繰り返している。
自身の爪の伸び率をノートに記録し、切った爪を小瓶に保存する趣味がある。爪の伸びが早い時期には殺人衝動を抑えることができなくなり、特に殺人欲求が高まったときには目に見えるほどの異常な速さで音を立てながら爪が伸びる。また、この行為は殺しの体調を占う意味も持ち、一年に30cm以上爪が伸びる時期は「絶好調」とノートに記されていた。絶望した時は血が出るほど爪を噛むという癖もある。
几帳面で神経質な面があり、広瀬康一を追い詰めた際にはすぐにとどめを刺さず、逃げることもせずに援軍が来る時間ギリギリまで「赤っ恥をかかされた仕返しをしないと精神衛生上良くないから」という理由で嬲ってから殺そうとする、瀕死の康一の靴下が裏返しになっているのを見てとどめを刺す前にわざわざ履き直させるなどの行為に出た。
生まれ育った杜王町を「これ以上素晴らしい所はない」と愛しており、川尻早人を殺害し父・吉廣から別地への逃亡を促されたときも、「追手を気にして安心できない生活を送るのはまっぴらだ」と激しく拒絶している。
目立たない人生を心がける一方で、ファッションに対しては強いこだわりが窺える。ルビアムやヴァレンティノのスーツ、猫のドクロをあしらったネクタイを好んで身に着けていた。他にも「彼女」である切り取った手首にオブレイの腕時計を買ってやるなど、身の回り品に人並み以上に気を使っており、そのための出費は厭わない。結果的にそのこだわりが隙となって承太郎に追跡を許した。
Part4以前
高い能力を持ちながらあえて隠して生きてきた。子供の頃から、様々な分野で狙って3位を取り、妬まれずバカにもされず、さらに何が得意なのか他人にはわからないようにしてきた。
1983年8月13日に、17歳で最初の犯行を犯す。杉本家に侵入して、杉本鈴美と両親、および飼い犬のアーノルドを殺害する。この事件の生存者が、4歳の岸辺露伴である。殺人事件として捜査はされたものの、結局事件は迷宮入りして吉良が逮捕されることはなかった。その後、父の吉廣がエンヤ婆から入手した「弓と矢」によって、スタンド能力「キラークイーン」を得る。これによって、犯行の証拠を隠滅することが可能となり、凶行を重ねる。両親が死去したことで一人暮らしとなるが、父は死後に幽霊となり吉影を支援していた。
劇中での活躍
被害者女性の手首を愛でながら外で昼食をとっていた際、一匹の野良犬に警戒して思わずベーカリー「サンジェルマン」の紙袋に手首を隠す。だがその紙袋を、自分のものと勘違いした矢安宮重清に持ち去られる。取り戻すべくぶどうヶ丘中学へと侵入するが、最終的に紙袋の中身を目撃されてしまう。
人生初の他スタンド使いとの闘いになり、証拠隠滅のために重清を爆殺。しかし、重清は死の間際にスタンド「ハーヴェスト」で吉良の服のボタンを手に入れており、その唯一の手掛かりを頼りに重清の友人の東方仗助・虹村億泰らは犯人探しを始める。吉良はなくしたボタンの修繕を靴屋「ムカデ屋」に頼んでおり、その店に聞き込みに訪れた空条承太郎と広瀬康一に、キラークイーン第二の爆弾「シアーハートアタック」を差し向けて承太郎に重傷を負わせる。しかし、覚醒した康一の能力である「エコーズAct3」により、シアーハートアタックを機能不全にされてしまう。そのため現場に吉良自らが赴かざるを得なくなり、康一をいたぶって瀕死にしたが、承太郎からの反撃に敗北する。その後、駆けつけた仗助らに、戦闘に巻き込まれた一般人を装って傷を治してもらうよう画策するが、焦ったせいで自らが敵スタンド使いであることを看破され、重傷を覚悟して「シアーハートアタック」が宿る左手を足止めのため切り離して逃亡。
逃げる途中、背格好が自分とほぼ同じ男「川尻浩作」を捕え、顔を作り替えるスタンド能力を持つエステティシャン・辻彩のもとに連れていき、辻彩を脅迫して浩作の顔と右手の指紋を自分のものと入れ替えさせる。そして口封じとして、辻彩の衣服を爆弾に変え、その爆破に巻き込んで浩作の遺体をも同時に消滅させた。そのまま行方をくらまし、川尻浩作として身分を装って生きることとなる。その間、川尻浩作の妻である川尻しのぶを「ストレイ・キャット」の危険から救い、彼女の無事を心から安堵したことに自分自身で動揺するなどの内面も見せている。
しかし川尻家で生活するうち、川尻浩作の息子である川尻早人に不審感を抱かれる。本物の父親ではないことを察知され、通勤電車で居合わせた態度の悪いカップルを尾行して爆殺したところを、早人にビデオ録画される。その事実を指摘された吉良は逆上して早人を殺してしまう。早人の殺害は、ちょうど同時期に川尻家のことを調べ始めていた岸辺露伴の疑いを強めることが確実だった。取り返しのつかない状況に絶望していた時、ひとりでに動き出した「矢」に再び貫かれ、キラークイーン第三の爆弾「バイツァ・ダスト」が覚醒、時間を爆破して巻き戻す能力を手に入れた。
早人を殺害した事実をも「バイツァ・ダスト」で消し去ることに成功し、その力で仗助ら一行を全滅させようとする。早人と接触した露伴も「バイツァ・ダスト」で爆死させ、仗助・承太郎・康一・億泰らをもまとめて始末し、一行の全滅を一度は決定づける。だが、偶然に賭けた早人の策略により、何回目かの巻き戻し中に自分の本名を言ってしまったところを仗助に目撃され、戦闘となる。キラークイーンで身を守らねばならなくなり、露伴が死ぬ前の時点で「バイツァ・ダスト」を解除。閑静な朝の住宅地で最終決戦を行う。
攻防の末に仗助を重傷の状態まで追い込むが、億泰によって形勢を逆転される。また爆発音や煙で騒ぎが大きくなったため、承太郎・康一・露伴や消防隊員まで集まり出し、吉良が最も恐れていた“目立ってしまい大衆に注目される”という状況にまで追い詰められる。吉良は救急隊員の女性を媒体にして再度「バイツァ・ダスト」を発動させ、時間を巻き戻しての逃亡を謀るが、康一のエコーズACT3と承太郎のスタープラチナ・ザ・ワールドがそれを妨害。追撃を受けたことで吹っ飛び、救急車の後輪に頭部を轢き潰されて死亡する。
救急車のタイヤと地面に挟まれて顔の皮膚が剥ぎ取られたこと、直前に救急隊員の女性に「吉良吉影」と名乗っていたこと、歯型までは川尻浩作と入れ替えていないため歯型を照合すれば吉良本人のものであることなどから、事故死した遺体は吉良吉影として処理される結果となり、成り代わられていた川尻浩作は後に行方不明として処理された。
死後、その魂は「ふり向いてはいけない小道」にたどり着き、幽霊である杉本鈴美とその愛犬アーノルドに遭遇。この時は自分が死んだことに気づかず、鈴美によって自分が死亡した経緯を見せられるが、「幽霊として生活した方が意外と自分の求める“安心した生活”があるかもしれない」と考えを改める。そして鈴美を無理にふり向かせて排除しようとするが、彼女とアーノルドの策によって自身がふり向かされ、スタンドもろとも鈴美曰く「安心なんて無いところ」へ引きずりこまれていった。

アニメ版・実写映画版などの追加設定
テレビアニメ版ではラジオ番組『杜王町RADIO』を愛聴する習慣がある。殺害し一泊した被害者女性宅や、川尻浩作に成り済ましてからも川尻宅で食事を作る際にこのラジオを流している。また、テレビアニメ版では第1話から先行登場しているが、その時点ではまだ顔は出ず、切断された手首を愛でる異様な存在として描かれている。
テレビアニメ版では最終話のエピローグにおいて吉良が以前勤めていた会社の新入社員の女性たちに「行方不明だった吉良さんは顔無し死体で発見された」と噂されている。
実写映画版ではストーリーが大幅に改変されており、虹村形兆が存命している段階で「シアーハートアタック」が乱入して虹村億泰に襲いかかり、形兆を殺害するなど、原作やテレビアニメ版より早く暗躍が描かれている。
顔が変わったために、ゲームでは「川尻浩作」が別キャラクターとしてエントリーされ、性能が異なる。

#### 外伝作品『デッドマンズQ』
外伝作品『デッドマンズQ』（短編集『死刑執行中脱獄進行中』収録）の主人公。
特徴
Part4で死亡した吉良吉影本人の「死後の姿」であることが、描写から見て取れる。
幽霊である。生前の記憶は名前しか憶えておらず、スタンド能力も持たず、顔も異なる。自分の名前や生前の価値観はわかるが、いつ・どのようにして死んだかなどといった記憶を失っており、また天国へは決して行けないであろうことは理解している。平穏を望む性格をしているが、記憶が無いことで、女性の手に対する性的嗜好が見られない・優れた数字を求める（3位を狙わない）など、Part4の吉良吉影とは差異がみられる。
心の平穏を求めて殺し屋の任務を請け負っている。しかし「殺人に用いる凶器は現地調達しなければならない」「住人のいる空間に入るにはドアやその一部を開けてもらう、入室を許可するセリフを言わせるなどして『魂の許可』を得なくてはならない」「生者に触れられると身体がちぎれてしまう」など制約が多く、思うように依頼を遂行できないことに苛立ちを感じている。
劇中での活動
短期連載の最終回にあたる話では、依頼主の尼僧から幽霊屋敷ならぬ「屋敷の幽霊」に住む者の殺害を命じられ、S市杜王区を訪れる。依頼先にあったのは家屋や家財道具の何もかもが「幽霊」として存在する場所であり、すべての物体が制約なしに自由に持ち歩けることから吉良は「宝の山」だと狂喜する。しかし、屋敷に仕掛けられた幽霊ではない謎の存在に襲撃を受け、かろうじて屋敷から脱出できたものの左腕を失う。依頼内容に不審を抱いた吉良は、「幽霊」の銃と銃弾を持ちだして依頼内容を独自に調査すると心に決めて去る。

### Part8『ジョジョリオン』
1982年生まれの29歳（2011年）。水兵服や水兵帽を着用する。職業は船医。ナルシストであり、自身の美しい手に異常に執着している。棚には、グリーンピースやワサビなど緑色の食品を陳列している。Part4の吉良吉影と同様にモナリザを好み、切った爪を瓶に保存する習慣がある。
故人。#006（2巻）にあたる2011年8月に、「壁の目」の下に埋まった死体として発見される。生前は、奇病に蝕まれた母を救うために、ロカカカの果実を入手しようとしていたことが判明している。
どこかで殺人を犯しているとわかる危険な雰囲気を漂わせているが、実際に殺人を犯したシーンはなく、Part4の吉良吉影のような殺人鬼ではない模様で、本編では善人的な役割をしている。とは言え、笹目桜二郎に催眠をかけて「指を食わせる」という暴挙を行ったことがある。
2011年時点で父は死去、母は吉良・ホリー・ジョースター、妹は京（虹村京）。またPart7『スティール・ボール・ラン』の主人公のジョニィ・ジョースターの後裔であり、東方家とも遠戚にある。
スタンド能力はキラークイーン。Part4の吉良吉影のキラークイーンと、同じヴィジョンで異なる能力を持つ（後述）。

## スタンド：キラークイーン

### Part 4 『ダイヤモンドは砕けない』のキラークイーン
【破壊力 - A / スピード - B / 射程距離 - D / 持続力 - B / 精密動作性 - B / 成長性 - A】（JOJO A-GO!GO!、JOJOVELLER、Part4テレビアニメ。単行本ではパラメータ無）
爆弾に関する能力をもつスタンド。人差し指の側面には起爆用のスイッチがある。猫のような顔を持つ人型のスタンドで、ベルトのバックルをはじめ、身体の各部に猫型のドクロの紋章がある。
近距離パワー型のスタンド。射程は2mほどで、パワーとスピードは射程5m級のスタンド（エコーズACT3）を上回る。また爆弾を応用することで距離を置いた戦闘にも対応ができる。
爆弾という特性が、吉良の趣味である快楽殺人の証拠隠滅や口封じといった後始末に適していると言える。作中「矢」によって更なる進化を遂げるが、シリーズ中進化したスタンドの中で唯一外見が変化していない。
荒木はシンプルなデザインで気に入っているが、爆弾の能力はやろうと思えば何でもできてしまうので扱いが難しかったと語っている。Part5完了時にて、作者はベストスタンド「デザイン編」2位に挙げ、さらに別枠でバイツァ・ダストを「機能編3位」に挙げており、お気に入りのスタンドである。
なお『オールスターバトル』以降やCrunchyrollで配信されているテレビアニメの北米版では、スタンド名が"Deadly Queen"（デッドリークイーン）と改名されている。
第一の爆弾
キラークイーンの手指で触れたあらゆる物を「爆弾」に変化させる能力。一度に爆弾にできる物は1つだけであり、新たに別の物を爆弾化するには、対象物を起爆するか能力を解除しなければならない。爆弾の外見は変化せず、また物理的な手段で爆弾の効果を失わせることはできない。爆弾の爆発は爆弾化させる際の吉良の意思で調整することができる。爆破に伴い爆圧・爆風・爆炎が発生するためそれによる破壊ができるが、圧力や炎を抑えて周囲に影響を出さずに爆発させることもでき、こちらは隠密行動に向く。
爆弾には「点火型」と「接触型」の2種類がある。「点火型」はキラークイーンの指の点火スイッチで起爆させることのみで起爆する爆弾。「接触型」は地雷や機雷のように何かが触れることで起爆する爆弾。触れた部分のみを爆発させて破壊を最小限にすることや、逆に対象の全体を丸ごと爆弾にして完全に消し去る、爆発させたものの耳や手首だけを残す、爆弾に「触れた相手側のみ」を爆破するといったことが作中では行われた。
いずれの爆弾も、吉良が望めば爆発する対象物は内部から木端微塵に爆破され、死体や遺物の痕跡は残らず煙のように焼滅するため、証拠隠滅に最適な能力といえる。
これらの爆弾のタイプを応用的に使いこなすことで、直接的に相手を殺傷する際には「手で触れると同時に相手を丸ごと爆弾化して爆殺する、間接的には「ドアノブなどを爆弾化させることで触れた相手を爆殺するトラップとする」など多様に用いて戦う。
空気弾
第4部ラストバトルで使用された戦法。キラークイーンの腹部に収納された猫草（ストレイ・キャット）の「空気を操る能力」により「空気弾」を発射させ、その空気弾を「第一の爆弾」によって爆弾化する。本来、空気弾は複数放つことが可能だが爆弾化できるのは一つまでなので、基本的にはボール大の球体として放つ。
猫草の日光で活動する生態を利用する、および防護のために、キラークイーンの腹部をシャッターで開閉する。猫草を操作してタイミング・サイズ・スピードを調整して、さらに爆弾の種類とミックスさせることで、さまざまな弾が撃てる。発射した弾を遠隔操作もできる。
猫草自身の意識もそのまま残っており、キラークイーンが攻撃された際には、自身が攻撃されたと判断して吉良の意図とは別に、独自に空気弾で自衛行動を取ったりもしている。
空気弾の特性上、肉眼では非常に見えにくい（吉良自身にも見えないので自身の腕を使って相手と自分の距離を測って使用している）。
先述の接触型の空気弾「接触弾」と、点火型の空気弾「着弾点火弾」の2つの弾を使い分けることができる。「接触弾」は当てれば確実に致命傷を与えることができるが、触れた瞬間爆発するので障害物などで防がれやすい欠点がある。「着弾点火弾」は障害物もすり抜け弾道を自在に操ることもできるが、微妙なタイミングの誤差で標的を仕留めきれないこともある。
また、本来の空気弾は尖った物に弱く穴が開くと萎んでしまうが、キラークイーンの能力で爆弾化すると、内部の空気を含めて爆弾になるので、割られても壊れない。
弱点としては、どちらのタイプの空気弾も、至近距離では吉良自身が爆発に巻き込まれる危険性がある。相手が本体から見えないところにいる場合は、誰かのサポートが無い限りは、狙って当てるのがほぼ不可能、という難点も（作中では父・吉廣がひそかに誘導していたが、仗助に見破られ、今度は彼の誘導で間違って吉廣を爆破してしまった）。また、相手を削り取る虹村億泰のザ・ハンドとは非常に相性が悪く、空気弾をまるごと削り取られて無効化され、さらに遠隔から空間を削り取る瞬間移動で猫草まで奪い取られることとなった。
第二の爆弾 シアーハートアタック
声 - カシワクラツトム（ASB版・EoH版） / 森川智之（テレビアニメ版）
【破壊力 - A / スピード - C / 射程距離 - A / 持続力 - A / 精密動作性 - E / 成長性 - A】
キラークイーンの左手の甲に装着された「爆弾戦車」。額に剣が付いたドクロをあしらった丸い物体にキャタピラがついた形をしており、第二の爆弾と称される。キラークイーンから分離して動き出すが、あくまでキラークイーンのパーツの一つである。
キラークイーンから分離して、体温を感知して自動追尾する。その際には「コッチヲ見ロ」「今ノ爆破ハ人間ジャネェ」など機械的な音声を発する。ある程度の熱に反応して自爆する特性を持っており、体温の場合は人体にしばらく接触した後に、炎などの高熱ならば触れる前に爆発を起こす。爆発と言ってもシアーハートアタック自体には傷一つつかず、標的となる全ての人間を爆殺するまで止まることはない。さらに第一の爆弾と併用することができる。
頑丈さは折り紙付きで、スタープラチナのパワーを用いても凹ますのがやっとで、エコーズACT3の特殊能力でアスファルトにめり込むほどの加重を加えても動きが鈍れど停止には至らなかった。
しかし自動操縦であるため、単純な動きしかできないという欠点がある。熱感知は、熱源が複数あると標的を見失う・人間の体温よりも高い熱源があるとそちらに向かう・吉良には状況が把握できないなど、細かい調整が全くきかず大雑把。攻防共に異常なほど強力なスタンドであり、吉良は「弱点はない」と言い切るほどであったが、対スタンド戦の経験が浅い吉良には想定外の穴が存在していた。
吉良の「左手」とリンクしているためシアーハートアタックが受けたダメージが伝わる。ただし先述のように、物理攻撃に対しては硬さで無効化してしまうためにほとんど効果が望めない。特殊攻撃ならばチャンスがあり、エコーズACT2・3、クレイジーダイヤモンドなどは相性面で十分に有効打となる（それどころか、シアーハートアタックの操作性の悪さも踏まえると、あっさりと完封し得る）。
ドクロの顔はキラークイーンの顔をもとにしており、コンセプトはどんなことをしても壊れそうにない雰囲気の小さい戦車、額の剣は暗殺者をイメージしている。
シリーズで最初に登場した（言及された）「遠隔自動操縦」のスタンドである。後に別の遠隔自動操縦スタンドが登場した際にも、先行の典型例としてこのスタンドが挙げられることが多い。
第三の爆弾 バイツァ・ダスト（BITE THE DUST〈負けて死ね〉）
【破壊力 - B / スピード - B / 射程距離 - A / 持続力 - A / 精密動作性 - D / 成長性 - A】
物語終盤で追い詰められた吉良吉影の左腕に「矢」が刺さったことで発現した第三の爆弾。
自身の正体を知る人間（非スタンド使い）を爆弾に変えた後、「スイッチ」を入れることで周囲を爆破すると共に時間を一時間ほど巻き戻す。以後キラークイーンはその人物に憑依し、その人物から吉良吉影の情報が漏れた瞬間、小型の人形サイズになったキラークイーンが出現し、情報を知らされた相手全員を爆殺する。この時、キラークイーンを「見た」者は既に瞳の中に侵入されているので、バイツァ・ダストを途中解除しない限りどうやっても爆殺から逃れることはできない。
バイツァ・ダストを仕掛けられた者は出来事を記憶しているが、時間が巻き戻ることで出来事は無かったことになる。そして、さらにここから「運命」の力によって、爆殺された者は、同じ時間がやって来ると自動的に爆殺されてしまう。その場合は時間は巻き戻らない。
欠点として吉良本人は、巻き戻る前に何が起こったのか、何回ループしているのかなどの詳細を全く知ることができない。このループは吉良がバイツァ・ダストを解除するまで続く。また解除しない限り吉良はキラークイーンを使うことができない。運命で自動的に爆殺されるよりも前に吉良が解除を行うことでのみ、自動爆殺は発生しなくなる。新たな人物を初爆殺するとそこからちょうど1時間戻るわけだが、前の人物から次の人物までのタイムラグがあるのでどんどんズレていく（露伴爆殺で7時30分に戻ったが、次の仗助爆殺では7時36分に戻った）。
バイツァ・ダストに取り憑かれている人間への攻撃は全てキラークイーンによって自動的に防がれるため、取り憑かれている人間は自殺を図ることもできないが、吉良本人による攻撃も不可能となる。
詳細な発動条件は不明だが、吉良自身は「激しく絶望するほどの不利に陥ることで発動する」と確信している。第一・第二の爆弾のように、手軽に発動できる能力ではなく強力な分ハードルが高い。セットされた川尻早人からは「時間をぶっ飛ばす爆弾」と形容され、吉良本人は自身の秘密が守られる上に不穏分子を次々と排除してくれるため、「無敵」の能力だと発言している。この能力の真価は、吉良が「絶望」した原因を爆殺することで消滅させ、さらに吉良が「絶望」したという記憶すらも吹き飛ばし、絶対的な平穏と安心感を得ることにある。
荒木は何でもありのスタンドにしたくなかったため、細かく能力を分けて描写することで、ある種の制限を持たせたかったと語っている。

### Part8『ジョジョリオン』の キラークイーン
Part4の吉良吉影のキラークイーンと同じヴィジョンで、異なる能力を持つ。ラッシュ攻撃時の掛け声は「WRYYYYYEEEE…A（ウリイイイイイィィィィ…ア）!!」。スタンドではなく本体自身が叫ぶ。
しゃぼん玉
星マークのついたしゃぼん玉を発生させ、これに触れると爆発する。
シアーハートアタック
Part4の吉良吉影のシアーハートアタックと同じヴィジョンをしている。こちらはいくつも出せるほか、サイズの縮小化や精密爆破ができる。

## その他
作劇では
- 荒木がシリーズで最も気に入っている悪役であると語っている。
- DIOが倒された後のPart4で、何人もの敵キャラクターと戦いながら連載しているという状況で、ラスボスとして作られたキャラクター。杉本鈴美のエピソードにて、鈴美を殺した殺人鬼をラスボスにしようというアイデアから生まれた。
- 名前の由来は姓の「吉良」は英語の「KILLER（殺人者）」から。名の「吉影」は『ジョジョ』のように荒木が頭文字を揃えることを好んでいたことと、「『吉』で合わせたら覚えやすいかな」という発想から決まった。スタンド名の由来はそれぞれクイーンの楽曲「キラー・クイーン」、「シアー・ハート・アタック」、「アナザー・ワン・バイツ・ザ・ダスト」（邦題「地獄へ道づれ」）から。爪を保存する行為の元ネタは作者自身の「ペン先を捨てる時に小瓶にためていて、2月8日の針供養の日に、豆腐に刺してまとめて捨てる」という行為から着想したものである。
- 荒木は吉良の家族について「吉良の母親はかわいがりすぎる虐待みたいなものを吉影にしており、父親の吉廣はそれを知りつつも止められなかった申し訳なさから、息子が殺人鬼だと知っても守ろうとしていた」という裏設定があったことを語っている。しかし、そうした裏側を描いてしまうと、「悲しい過去を持つ悪役」になってしまうため、少年誌の制約上あえて作中には出さなかったという。
- 吉良吉影を解説役としたコラム『吉良吉影の部屋』と、作者インタビュー『荒木飛呂彦 吉良吉影を語る』が存在し、廉価コンビニ版（集英社ジャンプリミックス・SJRの2003年版）のvol.22からvol.28にかけて収録されている（内容的には吉良との戦いがメインとなるあたり）。前者は吉良吉影が、登場人物や杜王町の施設、フィクションに登場する殺人鬼などについて解説、論評する。後者は最後の2巻（vol.27・28）の巻末に収録。
- 連載当時、吉良の設定を強くしすぎたために、ほぼ無敵状態になってしまった吉良をどう倒す（倒させる）のか先の展開が思いつかない状況に陥り、「主人公が負けてしまうかも知れない」と諦めかけたというエピソードを荒木が語っている。

ファッション業への影響
- 一般からTシャツのデザインを募集するユニクロ主催のイベント「UNIQLO CREATIVE AWARD 2006」に荒木が審査員として参加した際、荒木自らもデザインを手がけたコラボTシャツを発表している。キラークイーンから派生したオリジナルバリエーションキャラクターとして、「キラー・タイガー・クイーン」と「キラー・ダンシング・クイーン」の2種が活躍する絵柄が描かれている。
- 吉良が劇中で締めていたネクタイは2008年11月にファッションブランドultra-violenceにより「KILL・A’s tie」という名で商品化されている。

スピンオフ
- コラボノベライズ『JORGE JOESTAR』にも登場する。パラレルワールドにあたり、先述のいずれとも異なる吉良吉影である。2012年の杜王町で女性を標的に殺人を行っていたが、スタンド使いの学生たちに正体がバレたことで、別人と入れ替わって行方をくらませた。また福井県で起こった密室殺人の犯人たちに、夢を介して接触していた形跡がみられる。これは明らかに彼のスタンド「キラークイーン」と異なる能力であり、謎が多い。また20世紀初頭のカナリア諸島にて、ハビエル・コルテスという、他人の夢に介入する能力を持つ人物が登場する。彼ハビエルは、「船乗り」の息子であり「母親から溺愛と虐待を受けていた」という、吉良吉影との類似性が見受けられている。